# Algemeen Kristelijk Kunstenaarsverbond
Het AKKV Algemeen Kristelijk Kunstenaarsverbond (of AKKV) is een Nederlandse kunstenaarsvereniging op christelijke grondslag. Het AKKV werd opgericht 1920 onder de naam Algemene Katholieke Kunstenaarsvereniging.

## Geschiedenis

### De beginjaren 1920-1929
In 1921, het eerste verenigingsjaar van het AKKV, waren er 74 leden.
Voorzitter van de vereniging was tot 1927 architect Joseph Cuypers, de bouwer van de Kathedrale Basiliek Sint Bavo in Haarlem. Jos Cuypers werd opgevolgd door architect P.G. Buskens van 1928 tot 1930. Men had in de eerste statuten gepland dat de vakgroepen Bouwkunst (aanvankelijk de Groep Architectuur geheten), Beeldhouwkunst, Kunstnijverheid, Letterkunde, Schilderkunst, Toneelkunst, Toonkunst en Redekunst zouden worden gevormd. De Groep Architectuur kwam als enige meteen van de grond. Uit praktische overwegingen werden de groepen Beeldhouwkunst, Schilderkunst en Kunstnijverheid samengevoegd tot een Groep Beeldende Kunsten. Bij een gebrek aan een eigen vakgroep werden de letterkundigen ingedeeld bij de 'leden-zonder-groepsverband'.

### Comité van Actie 1925
Leden van dit Comité van Actie waren de architecten Jan Stuyt en Pierre Cuypers, de beeldhouwer Kees Smout, de toneelkundige Frank Luns, de letterkundige Pieter van der Meer de Walcheren en de schilders Joan Collette en Antoon Molkenboer. Na de Actie in 1925 ging het AKKV floreren.

### Aanwas door fusies 1946 - 1960
De vereniging heeft zich tijdens de oorlog opgeheven. Vanaf 1942 zijn er geen notulen meer van de Groep Bouwkunst. Gegevens over de vereniging tijdens de oorlog geeft het AKKV archief niet. Na de oorlog werd het verenigingsleven van het AKKV weer opgepakt. In 1946 werd de letterkundige Herman van de Eerenbeemt voorzitter. Algemeen kunstminnend lid A.Wijffels nam deze rol in 1949 over. Hij werd vervolgens in 1953 opgevolgd door de pianist en oud-directeur van het Amsterdams Conservatorium Willem Andriessen. Belangrijke voorzitters voor de Groep Bouwkunst waren H.M.Buskens en Jan van Dongen jr., de man die tijdens zijn 30 jaar bestuurslidmaatschap een groot deel van het huidige archief heeft verzameld. Voor de Groep Beeldende Kunsten waren respectievelijk Wim van Woerkom, Willem Mengelberg en Jacques Seelen belangrijk. De eerste fusie was die tussen de Groep Bouwkunst en de Katholieke Vereniging van Architecten (KVA). Omdat de KVA wel een bisschoppelijke goedkeuring had, maar geen koninklijke, en de Groep Bouwkunst als onderdeel van het AKKV over beide goedkeuringen beschikte, werd het opgaan van de KVA in het AKKV op 10-8-1946 onder voorzitterschap van Granpré Molière in 's-Hertogenbosch een feit. In 1948 werd een derde vakgroep: de Groep Toonkunst binnen de vereniging gebracht. Deze werd gevormd door de Rooms Katholieke Vereniging voor Toonkunstenaars (RKVT). Willem Andriessen en Wouter Paap waren de voorzitters van de Groep Toonkunst tot 1960. Noemenswaardig uit deze groep waren verder: Theo van der Bijl, Hendrik Andriessen en Anny Piscaer. In 1955 werden er adviezen gegeven voor de oprichting van de Groep Letterkunde door Gabriël Smit, Anton van Duinkerken (AKKV lid) en Albert Kuyle (AKKV lid). Bernard Verhoeven nam in 1961 het initiatief voor de oprichting van een vierde groep: een gemengde sectie voor literatuur, toneel, film, radio en televisie. Zowel de Groep Letterkunde als de gemengde sectie kwamen niet tot oprichting.

### Interne secularisatie
In het begin van de jaren 50 was het AKKV niet meer de organisatie die alle katholieke kunstenaars verbond. Van de 2000 à 2500 katholieke kunstenaars waren er circa 500 kunstenaars lid van het AKKV, terwijl het merendeel van de katholieke kunstenaars georganiseerd was in neutrale beroepsorganisaties. Reden voor de interne secularisatie was dat de kunst op zich belangrijker, autonomer werd ten opzichte van het katholieke geloof.

### Het AKKV in een veranderende samenleving
In 1961 nam architect Herman Reuser het voorzitterschap op zich. De verschillende groepen hadden een sterke autonomie. Voor de Groep Toonkunst rond de musici/AKKV bestuursleden Elisabeth Cooymans-de Groot (AKKV lid) en Maurice Pirenne (AKKV bestuurslid tot maart 2007) bestond nog de meeste belangstelling. Door de veranderende kerkbouwmarkt was de overheersende positie van de architecten na lange tijd beëindigd. In 1970 werd besloten de twee vakgroepen Bouwkunst en Beeldende Kunsten samen te voegen.
Rond het begin van de jaren 80 werd de keuze gemaakt voor oecumene zodat de K van Katholiek veranderde in de K van Kristelijk daarbij om cultuurhistorische redenen de K van de afkorting AKKV intact latend.

## Organen
De organen van de groepen en van het gehele AKKV hebben het platform gevormd waarop de leden hun meningen konden ventileren en verschillende discussies en invalshoeken aan bod konden komen.

### Mededeelingen
In 1923 verscheen het eerste orgaan voor de vakgroep Architectuur onder de naam Mededeelingen. Redactieleden waren de architecten Pierre Cuypers, W.J. Sandhövel en H.M. Zoetmulder. In dit blad werden architectonische zaken besproken en gaf men nieuws over de vereniging.

### Van Bouwen en Sieren
In 1929 werd het orgaan Mededeelingen tevens het orgaan van de Groep Beeldende Kunsten.Redactieleden waren nu de architecten J.M. van Hardeveld, N. Molenaar jr., H.W. Valk en de beeldend kunstenaars Wim Harzing en Karel Trautwein. Het blad ging van 1930-1934 verder onder de naam: Van Bouwen en Sieren het orgaan van de groepen Bouwkunst en Beeldende Kunsten.

### R.K.Bouwblad
Op 14 augustus 1929 kwam het eerste nummer uit van het nieuw opgerichte R.K. Bouwblad, dat de functie van officieel orgaan van het AKKV kreeg. De oprichting van het blad paste geheel in het beeld van het katholicisme van die tijd.
Na 1939 liet het blad het 'R.K.' vallen en werd de naam Bouwblad.
Het Bouwblad werd in de oorlog verboden.

### Katholiek Bouwblad
Men besloot in 1946 tot de zakelijke voortzetting van het vooroorlogse orgaan onder naam Katholiek Bouwblad. Alle richtingen die konden bijdragen tot het op een hoger peil brengen van de kerkelijke kunst moesten in principe een kans krijgen. De redactie wilde zich niet beperken tot een belangenblad zoals voor de Bossche School door architect en redactielid Nico van der Laan. Er werd in de jaren 50 in het Katholiek Bouwblad waarvan de redactie bestond uit een groot aantal AKKV-leden, minder aandacht geschonken aan het katholieke profiel. Men bekeek de architectuur meer vanuit een neutrale instelling.

### AKKVaria
Van 1967 tot 1970 werd het verenigingsblad AKKVaria uitgebracht.

### Vuur en Water
In 1981 begon men ten slotte opnieuw een verenigingsblad uit te geven getiteld Vuur en Water.

## Archief AKKV
- Katholiek Documentatie Centrum (KDC) te Nijmegen.